# Чорнянська волость
Чорнянська волость — історична адміністративно-територіальна одиниця Балтського повіту Подільської губернії Російської імперії. Волосний центр — село Чорна.
Станом на 1885 рік складалася з 7 поселень, 7 сільських громад. Населення — 8330 осіб (4206 чоловічої статі та 4124 — жіночої), 915 дворових господарств.
|                     | Площа, десятин | У тому числі орної, дес. |
| ------------------- | -------------- | ------------------------ |
| Сільських громад    | 13376          | 5749                     |
| Приватної власності | 11741          | 2745                     |
| Казенної власності  |                |                          |
| Іншої власності     | 502            | 194                      |
| Загалом             | 25619          | 8688                     |

Поселення:
- Артирівка
- Волярка (колонія)
- Волярка (ферма)
- Галочі (колонія)
- Окни (містечко)
- Тисколунг
  - Тисколунгські Одаї
- Топали
- Флора
- Чорна